# Jaroslava Georgievna Turylëva
Jaroslava Georgievna Turylëva, nata Gromova (in russo Ярослава Георгиевна Турылёва, Громова? ; Mosca, 2 settembre 1937 – Mosca, 30 maggio 2020), è stata una doppiatrice, direttrice del doppiaggio e attrice sovietica  e russa.

## Biografia
Orfana di padre, cominciò fin da giovanissima a doppiare ruoli di bambini presso lo studio Mosfil'm. Nel 1960 si diplomò all'Istituto d'arte drammatica "Boris Ščukin" (corso di Leonid Šichmatov e Vera L'vova). Continuò tuttavia a lavorare principalmente come doppiatrice e occasionalmente come attrice. Nel 1974 diresse il doppiaggio originale del film Bronzovaja ptica. Dal 1988 ha diretto il doppiaggio in russo di oltre 400 film, tra cui Schindler's List, Vi presento Joe Black, Matrix, Il gladiatore, Il quinto elemento, Ocean's Eleven, Quasi amici. Il marito, Georgij Turylëv, ha lavorato per molti anni come scenografo alla Mosfil'm.